# Lada (Langreo)
Lada es una parroquia del municipio asturiano de Langreo (España) y uno de los seis distritos que forman la capital municipal, Langreo. Está situada en el margen izquierdo del río Nalón frente al distrito de La Felguera. Su población ronda los 3000 habitantes. La parroquia está formada por la localidad urbana de Lada y numerosos pueblos en el entorno rural como Cuturrasu, San Miguel, Veneros o Les Bories.

## Historia

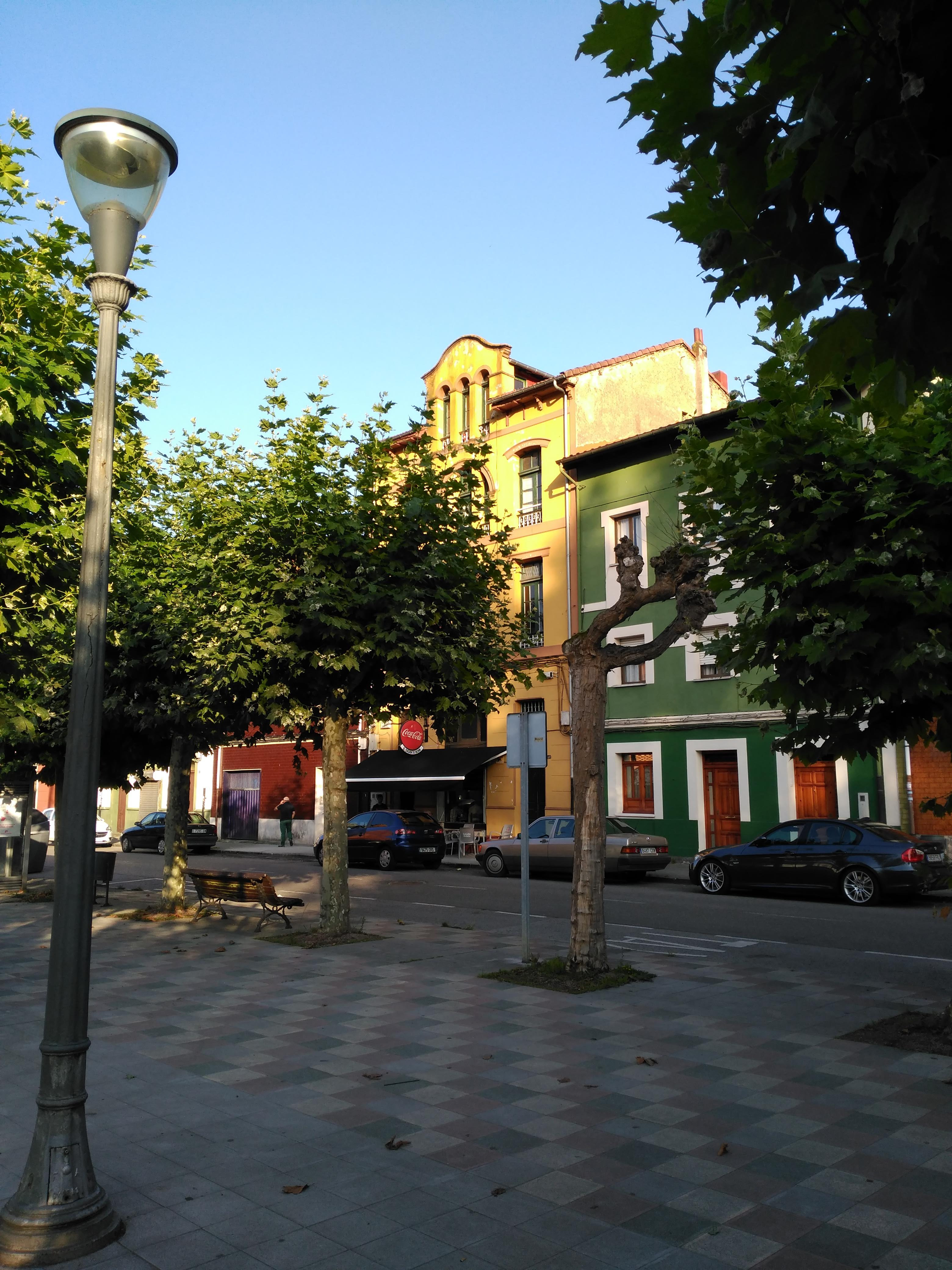
Calle Sabino Alonso

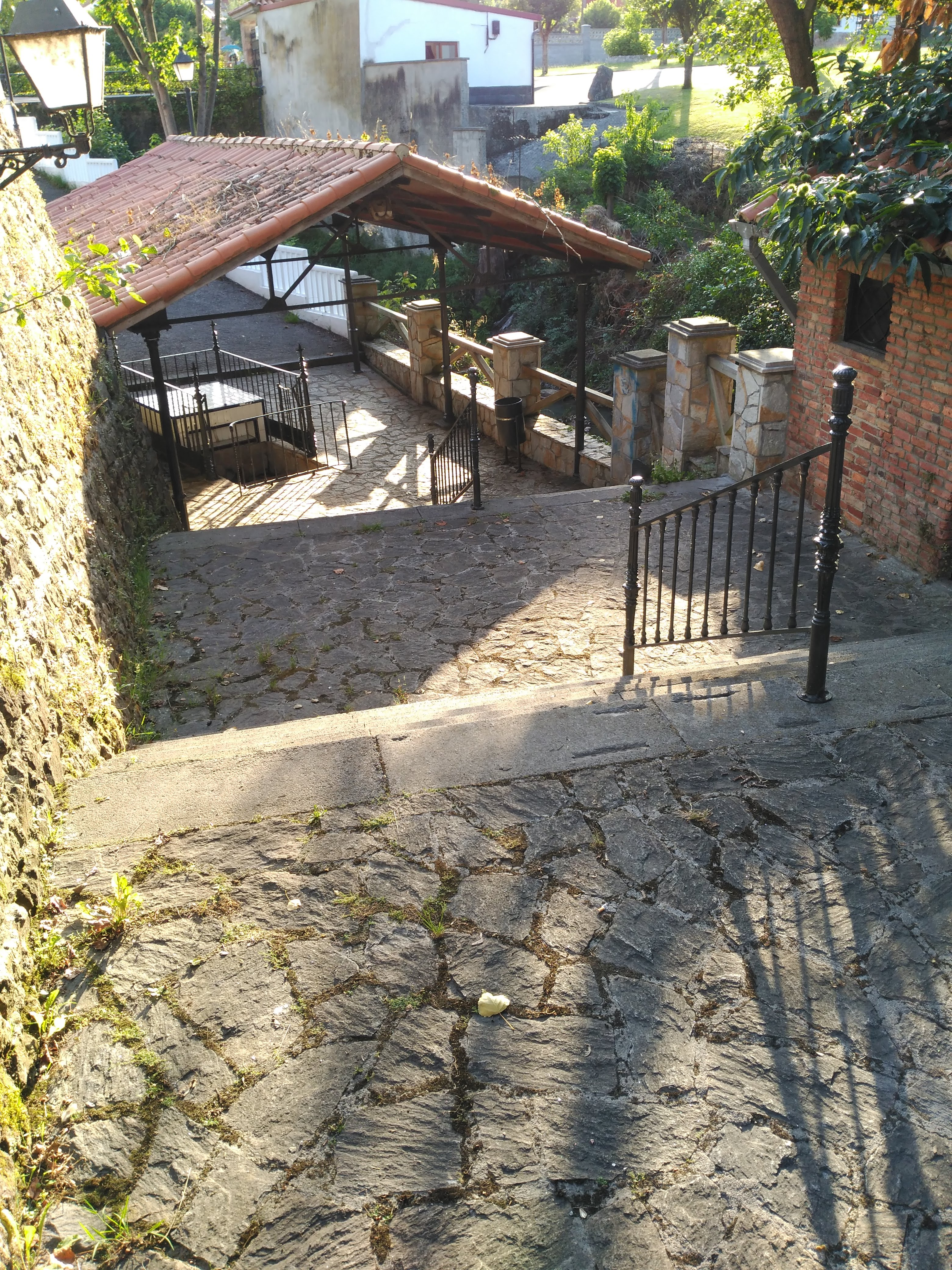
Fuente'l Güevu

El desarrollo urbano de Lada comienza a finales del siglo XIX con la construcción de la carretera que la unía con Sama en 1892 y posteriormente otra carretera que la unió con La Felguera a través de un puente sobre el río Nalón en 1908. De ese puente metálico sólo se mantiene uno de sus pilares. Siguiendo estas calles se fueron construyendo casas y servicios para dar cobijo al incremento demográfico proporcionado por la explotación de minas y la siderúrgica de La Felguera. Sin embargo Lada permaneció ajena a la industrialización, por lo que era conocida como el jardín de Langreo. En la posguerra, numerosas industrias empiezan a instalarse también en Lada. 
El nombre de Lada proviene del latín Aqua Latam que significa aguas medicinales. En Langreo existían varios manantiales de aguas sulforoesenciales, consideradas beneficiosas para problemas de salud, siendo el más conocido el que se encuentra en Lada, conocido como La Fuente'l Güevu ("Fuente del Huevo", por su olor) descubierto en 1886, donde se estableció un conocido balneario a finales del siglo XIX con el nombre de "Ablanedo", donde pasaban temporadas estivales familias pudientes de Oviedo, Gijón, Grado, León o Madrid. Así, durante un breve periodo de tiempo, Lada se convirtió en un centro turístico. En la zona conocida antiguamente como Pinar de Lada, fueron arrojadas numerosas personas durante la Guerra Civil por parte del bando republicano, cuyos restos fueron rescatados unos años después de finalizar la contienda. 
En 1918 se proyecta una gran urbanización-jardín conocida como "La Nalona", junto al río Nalón, diseñada por Enrique Bustelo, pero solo llegan a construirse dos edificios, retomándose con líneas racionalistas en la autarquía, donde será conocido como el Barrio de El Pilar hasta su derribo en 2002.
Tras la Guerra Civil Lada se convierte en el espacio de establecimiento de varias industrias influenciadas por la industria de la villa vecina de La Felguera. Se construye así la química Proquisa, en 1942, donde actualmente Bayer fabrica el 100% del ácido acetilsalicílico mundial (aspirina), la factoría de Derivados del Cok (DERCO), y varias industrias cerámicas (permaneciendo hoy en día La Cerámica del Nalón) y metalúrgicas, casi todas desmanteladas con la reconversión industrial. En 1947 se construye entre La Felguera y Lada la central térmica de Lada, hoy Iberdrola, en proceso de desmantelamiento desde 2021. A la par, se construyen en Lada los barrios obreros de San José, El Pilar y Meriñán, conservándose hoy en día solamente el barrio de San José. Precisamente la zona urbana se divide principalmente en el mencionado barrio San José con el nuevo barrio de El Pilar, el barrio del Ponticu junto al río Montes (afluente del Nalón) y la zona central donde se encuentran servicios como el centro médico, colegio, la iglesia parroquial y la plaza de Ablanedo. Hasta la reconversión industrial, Lada contaba con numerosos comercios, cines, economato, etc., que se fueron desmantelando progresivamente a la vez que se perdía población. A los habitantes de Lada se les conoce popularmente como gatos.
Lada es el punto de donde partiría la polémica línea de alta tensión que discurre hasta Velilla del Río Carrión, en Palencia.

## Fiestas
San Miguel fue su patrono hasta mediados del siglo XX, porque en esta época se construye un templo nuevo bajo la advocación de San Antonio de Padua. La iglesia de San Miguel, de la que sólo queda una nave, sacristía y ábside (sus capillas laterales y pórtico fueron destruidos en la Guerra Civil) en el barrio de San Miguel, en la zona rural. Se celebran fiestas patronales durante las festividades de San Miguel y de San Román (en julio), y la fiesta de "La Flor de Lada" que se celebra la segunda semana de mayo.

## Patrimonio
- Fuente del Güevu
- Iglesia de San Miguel
- Iglesia de San Antonio
- Casa natal de Manuel Llaneza (siglo XIX)
- Casa de Gabino Alonso (1802)
- Antigua DERCO
- Central Térmica de Langreo
- Viviendas y oficinas de Proquisa, hoy Bayer
- Socavón de La Justa

## Deportes
El club de fútbol representativo del pueblo es el Lada C.F., fundado en 1987 y que en la temporada 1991-1992 llegó a jugar en la Tercera División. Actualmente compite en Segunda Asturfútbol y dispone de quince equipos, cinco de ellos de fútbol sala. El estadio del Lada C.F. es el Estadio Guillermo Menéndez Coto, con capacidad para 1000 espectadores. En Lada también se encuentra el área deportiva de El Pilar.

## Personas destacadas
- Sabino Alonso Fueyo (1908-1979), escritor, ensayista y periodista de ideología falangista. Fue director de los diarios Levante (1953-1962) y Arriba (1962-1966).
- Alberto Coto (1970), matemático y calculadora humana, poseedor de varios récords mundiales.
- Faustino Manuel Sánchez García, maestro, presidente del Lada C.F. y exjugador de la Cultural Leonesa y el U.P. Langreo entre otros.